# Ángel Haro (artista)
Ángel Haro (Valencia, 15 de diciembre de 1958) es un pintor y escenógrafo autodidacta español próximo a la abstracción expresionista.

## Biografía
En los años 80 se inicia con una figuración expresionista. Tras un periplo por Centroeuropa y EE. UU. se instala en Madrid y su obra adquiere una influencia romántica. 

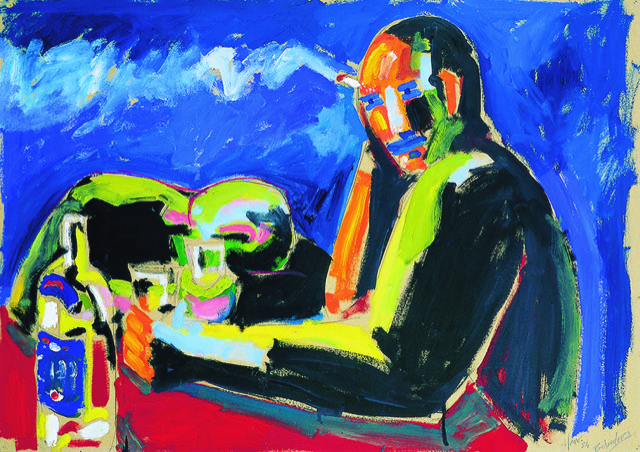
Bebedores. Serie Hay que pasar por el Haro. 1984. Óleo sobre cartón. 70 x 90 cm.

Expone la serie Robín de agua en la Iglesia de San Esteban de Murcia en 1989, una interpretación onírica del taller de forja de su padre. A partir de ese momento la figuración deja paso a una abstracción lírica. Participa en diversas ferias internacionales con galerías españolas y americanas. 

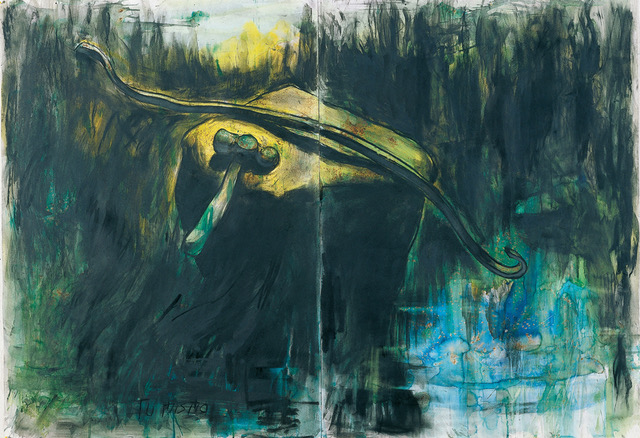
Robín de agua. 1988. Pastel negro y acuarela sobre papel. 100 x 140 cm.

En 1991 entra definitivamente en la abstracción con la serie Mambo Norte, donde trabaja con materiales orgánicos e introduce el volumen como característica que lo llevará a algunas incursiones posteriores en la escultura.
A partir de 1992 trabaja en producciones cinematográficas y escénicas como director de arte. A final de la década participa en exposiciones colectivas nacionales e internacionales en espacios como la Galería Marlborough de Madrid o la Galería Peter Bartlow de Chicago. 
Inicia el siglo XXI con las series El futuro fue ayer y Paisaje privado. En 2004 empieza a trabajar con la Galería Haim Chanin de Nueva York. Visita la Bienal DAKART de Senegal y contacta con el arte africano contemporáneo. Ese contacto y la realidad social del continente dan un giro orgánico a su trabajo. A partir de ahí inicia una serie de viajes de trabajo por distintos países del continente: Mauritania, Mali, Marruecos, Mozambique y Sudáfrica. 

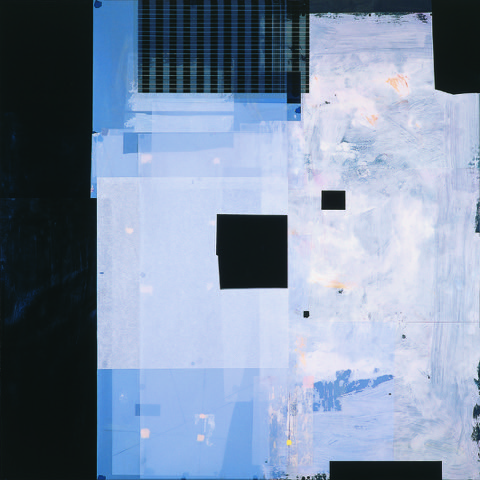
Cool dance. Serie El futuro fue ayer. 2000. Técnica mixta sobre tabla. 153 x 153 cm.

En 2006 realiza la exposición Black Diamond tras un viaje a Sudáfrica por encargo de La Mar de Músicas de Cartagena. Fruto de esos viajes presenta su nuevo trabajo en galerías de Murcia, Madrid y Bruselas. En 2008 inicia una serie de exposiciones con la sudafricana RES Gallery.

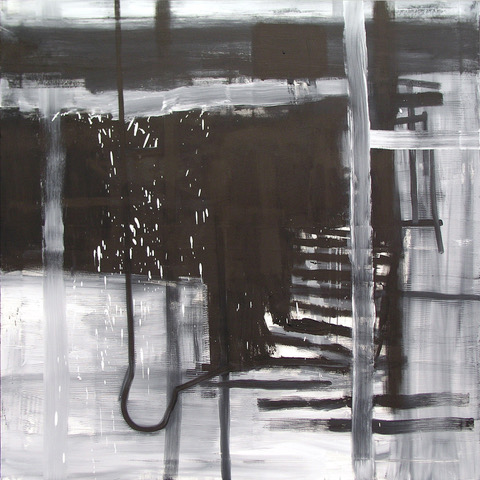
Interior vidente. Serie Black Diamond. 2006. Óleo sobre lienzo. 150 x 150 cm.

En 2009 empieza a trabajar con la galería Lina Davidov de París. Ese mismo año interviene en el MUBAM de Murcia dentro del ciclo Asincronías con Belfegor. 

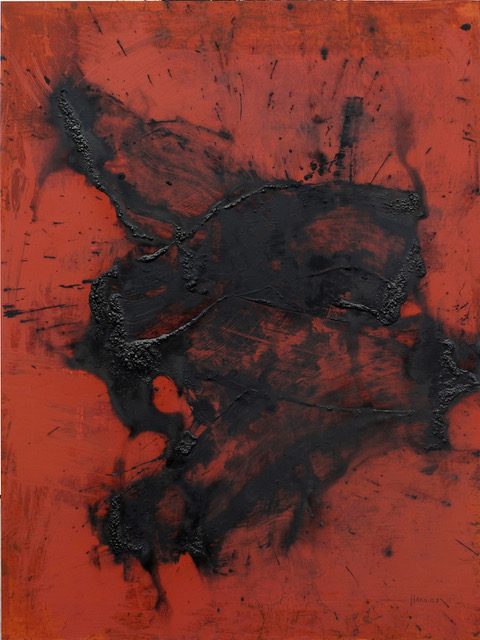
Vanitas 1. Serie Belfegor. 2008. Técnica mixta. 120 x 160 cm.

En 2012 se adentra en la mina Agrupa Vicenta de La Unión con Eco de cíclopes, una intervención a 80 metros bajo tierra y realiza 12 piezas audiovisuales sobre las Pinturas negras de Goya. 

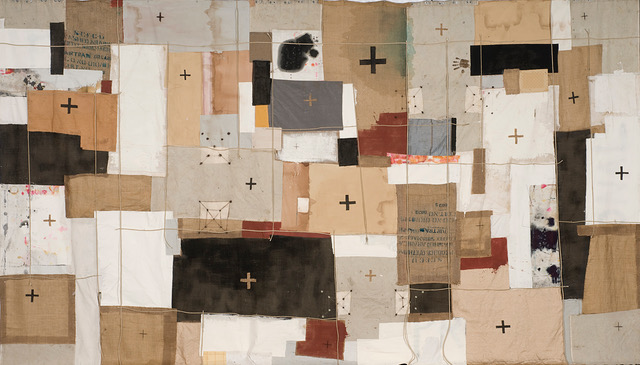
Mapa de estrellas. Serie Eco de cíclopes. 2011. Técnica mixta. 400 x 800 cm.

En 2013 expone su colección Folitraque inspirada en los juguetes primitivos realizada con material encontrado en los viajes por Asia y África.

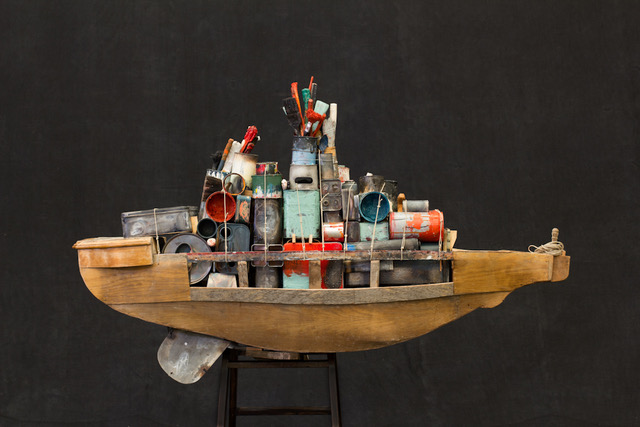
Éxodo. Serie Folitraque. 2014. Técnica mixta. 105 x 172 x 49 cm.

En 2014 interviene en el espacio Tabacalera de Madrid del Ministerio de Cultura con La Tregua, con una propuesta interdisciplinar donde integra sus conocimientos de escenógrafo en un proyecto expositivo. Ese año expone obra reciente en Extensión AVAM de Matadero Madrid. 

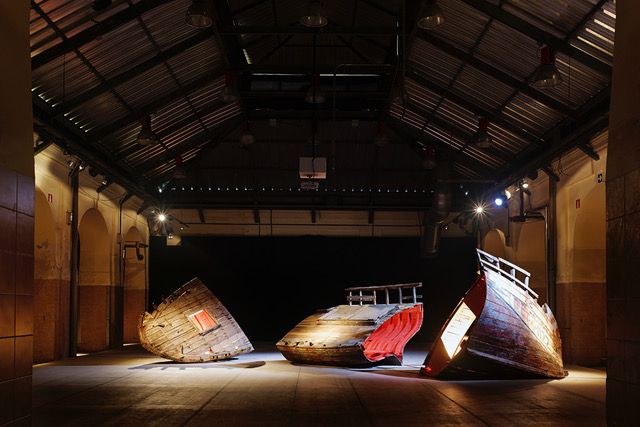
Obertura. La Tregua. 2014. Instalación. Tres piezas de madera policromada, medidas variables.

En mayo y junio de 2015 interviene en la Iglesia de Verónicas de Murcia con la video instalación Estrella del Norte. 
En 2016 presenta la video instalación Doce pinturas negras en el Museo da Imagen e do Som de São Paulo, y Palacete das Artes de Bahía en Brasil y realiza otro viaje de trabajo por el cono sur africano produciendo obra. 
En 2019 presenta su instalación Obertura en el Museo Nacional de Arqueología Subacuática de Cartagena, realiza la video-escena para la representación en directo de la Cantata Carmina Burana así como la intervención multidisciplinar Zona intermitente en el Centro Párraga de Murcia.

## Escenografía y dirección de arte
Algunos de los espacios escénicos diseñados por Ángel Haro:
- El Infierno Prometido de Juan Manuel Chumilla. 1992. Largometraje producido por Kinos Klan.
- Paco, mi padre de Benito Rabal. 1992. Largometraje producido por Murcia Cultural.
- Alma gitana de Chus Gutiérrez. 1995. Largometraje producido por Samarkanda.
- La vida privada de Vicente Pérez Herrero. 1995. Largometraje producido por Buenaventura films.
- Go For Gold de Lucian Segura. 1997. Largometraje producido por Wim Wenders & Marea films.
- La voz humana de Jean Cocteau y Francis Poulenc. 1999. Ópera producida por Arena prd.
- Caronte de Enrique Santiago. 2006. Ópera producida por el Auditorio de Barañáin, Pamplona.[5]
- El círculo de tiza caucasiano de Bertolt Brecht. 2007. Teatro producido por Cía. Ferroviaria.
- Himmelweg de Juan Mayorga. 2010. Teatro producido por Cía. Ferroviaria.
- El sueño de la razón de Antonio Buero Vallejo. 2012. Teatro producido por Cía. Ferroviaria.
- Equus de Peter Shaffer. 2014. Teatro producido por Cía. Ferroviaria.
- El pintor de batallas de Arturo Pérez-Reverte. 2016. Dirigido por Antonio Álamo.
- Sedientos de Wajdi Mouawad. 2016. Teatro producido por Cía. Ferroviaria.
- La casa de Bernarda Alba. Spanish Theatre Company. 2017. Cervantes Theatre de Londres.
- FARADAY de Fernando Ramírez. 2017. Teatro producido por Subprime teatro.
- ¡Ay, Carmela! Spanish Theatre Company. 2018. Cervantes Theatre de Londres.
- Antígona. 2018. Teatro producido por Cía. Ferroviaria.
- La Follia de  Arcangelo Corelli. 2018. Videoclip para la violinista Lina Tur.
- Carmina Burana de Carl Orff. 2019. Producción de la Orquesta Sinfónica de la Región de Murcia.

## Obra en colecciones y museos
Museo Samuel Dorsky, Nueva York. / Museo de arte contemporáneo de Teherán. / Fundación Chinguetti, Mauritania. / Fundación Dhandhuka. Ahmedabad, India. / Colección AD Store, Bruselas. / Colección Switzerlart, Ginebra. / Colección Armelle De Villeneuve, Johannesburgo. / Colección Lina Davidov, París. / Colección Peter Bartlow, Chicago. / Colección Haim Chanin, Nueva York. / Ministerio de Cultura y Deporte. / Biblioteca Nacional de España. / Comunidad de Madrid. / Universidad Rey Juan Carlos. / Fundación Paco Rabanne. / Fundación Cajamurcia. / Fundación CAM. / Museo del Grabado Español Contemporáneo, Marbella. / Museo de Fuente Álamo. / Asamblea Regional de Murcia. / Comunidad Autónoma de la Región de Murcia. / Ayuntamiento de Murcia. / Ayuntamiento de Cartagena. / Ayuntamiento de Yecla. / Ayuntamiento de Ceutí. / Universidad de Murcia. / Biblioteca Regional de Murcia.